# NGC 5726
NGC 5726 este o galaxie lenticulară situată în constelația Balanța. A fost descoperită în 1886 de către Ormond Stone⁠(d). Se află la o distanță de 34,2 de megaparseci de Pământ.